# Zwód praw Imperium Rosyjskiego
Zwód praw Imperium Rosyjskiego (ros. Свод законов Российской империи) – obowiązujący w Imperium Rosyjskim zbiór mający charakter kodyfikacji, który wszedł w życie 1 stycznia 1835.
Jego podstawą był, wydany w 1830 roku w 46 tomach, Pełny zbiór praw Imperium Rosyjskiego (Полное собрание законов Российской империи). Był to cały materiał normatywny od Ułożenia soborowego aż do ukazu obwieszczającego śmierć Aleksandra I.
Zwód praw Imperium Rosyjskiego stanowił obszerną, złożoną z 15 tomów, kompilację obejmującą niemal wszystkie dziedziny prawa, w czym upodobnił się nieco do Landrechtu. Prawo prywatne zwodu (zawarte głównie w tomie X części I) miało charakter feudalno-stanowy i w niewielkim tylko stopniu uwzględniało interesy mieszczaństwa. Zwód miał wiele wad technicznych, luk, wewnętrznych sprzeczności oraz zawierał kazuistykę.
Jego przestarzałe rozwiązania spowodowały podjęcie myśli jego zasadniczej reformy. W roku 1882 powołano komisję, której celem było opracowanie nowego kodeksu cywilnego Rosji. Przygotowany w 1905 projekt kodeksu wzorujący się na Bürgerliches Gesetzbuch nie został przyjęty. Dokonano tylko reformy najbardziej przestarzałych części zwodu (m.in. ukazem z 1914 o prawach osobistych i majątkowych mężatek).
Rewolucja październikowa położyła kres obowiązywaniu całego ustawodawstwa przedrewolucyjnego w dziedzinie prawa prywatnego. Natomiast w niepodległej Polsce część zwodu mówiąca o prawie prywatnym utrzymała moc obowiązującą w ciągu dwudziestolecia międzywojennego na Kresach Wschodnich.